# Anorganické názvosloví
Anorganické názvosloví je založeno na hodnotě oxidačního čísla. Anorganické názvosloví (systematické) je zpravidla tvořeno jedním, nebo více podstatnými jmény (označujícími anion/-ty) a přídavným jménem (označujícím kation/-ty). Názvosloví kationtů je ovlivněno hodnotou oxidačního čísla. K označení kationtového prvku se za základ odvozený od jeho českého názvu připojuje přípona, charakteristická pro určitá oxidační čísla, podstatná jména aniontů jsou zakončena příponou -id, připojenou za základ odvozený od latinského názvu prvku. Výjimku tvoří anionty v kyslíkatých kyselinách a od nich odvozené anionty solích.
příklad:
S+IVO−II2
- oxidační číslo kationtu: +IV … zakončení -ičitý
- prvek (kationt) síra ⇒ siřičitý kationt
- oxidační číslo aniontu −II: charakteristické pro oxidy
- název: oxid siřičitý = SO2

## Dvouprvkové sloučeniny
- jsou dvouslovné
- cizoslovně: binární sloučeniny
- podstatné jméno udává druh chemické sloučeniny, je odvozeno od prvku se záporným oxidačním číslem, připojujeme k němu příponu -id
- přídavné jméno odvozeno od prvku s kladným oxidačním číslem a jeho koncovka vyjadřuje hodnotu oxidačního čísla (-ný, -natý, -itý, -ičitý, -ičný/-ečný, -ový, -istý, -ičelý)
- názvy bezkyslíkatých kyselin (vodné roztoky některých dvouprvkových sloučenin s vodíkem) jsou tvořeny slovem kyselina a příponou -ovodíková
- ve vzorci se prvně uvádí značka prvku s kladným oxidačním číslem a potom značka se záporným oxidačním číslem
- oxidy O−II, halogenidy X−I , sulfidy S−II, hydridy H−I, nitridy N−III, deuteridy D−I, selenidy Se−II, teluridy Te−II, fosfidy P−III, arsenidy As−III, antimonidy Sb−III, karbidy C−IV nebo karbit (acetylid) (C2)−II, silicidy Si−IV, boridy B−III, peroxidy (O2)−II, hyperoxidy (O2)−I, ozonidy (O3)−I, azid (N3)−I
- výjimkou z výše uvedeného schématu jsou sloučeniny, ve kterých je aspoň jeden prvek zastoupen atomy/ionty s různým oxidačním číslem, např. oxid železnato-železitý = Fe3O4 = Fe+IIFe+III2O−II4[p 1]

## Tříprvkové sloučeniny
- Hydroxidy – tvořené kationty a hydroxidovými anionty OH⁻ název je tvořen slovem hydroxid a přídavným jménem vycházejícím z názvu kationtu
- Kyslíkaté kyseliny (oxokyseliny) – názvy jsou složeny ze slova kyselina a přídavného jména, které je odvozeno od kyselinotvorného prvku se zakončením podle jeho oxidačního čísla.
- Soli kyslíkatých kyselin (oxokyselin) – se odvozují od kyselin náhradou vodíkových kationtů v molekule kyselin, nejčastěji kationty kovů. Podstatné jméno je odvozeno od základu přídavného jména příslušné kyseliny a přibírá příponu podle oxidačního čísla základního kationtu kyseliny (-nan, -natan...), přídavné jméno je odvozeno od kationtu a jeho oxidačního čísla
- amid NH2−I, hydrogenvarianty výše uvedených binárních sloučenin: hydrogensulfidy HS−I, ...